# Veicolo a idrogeno

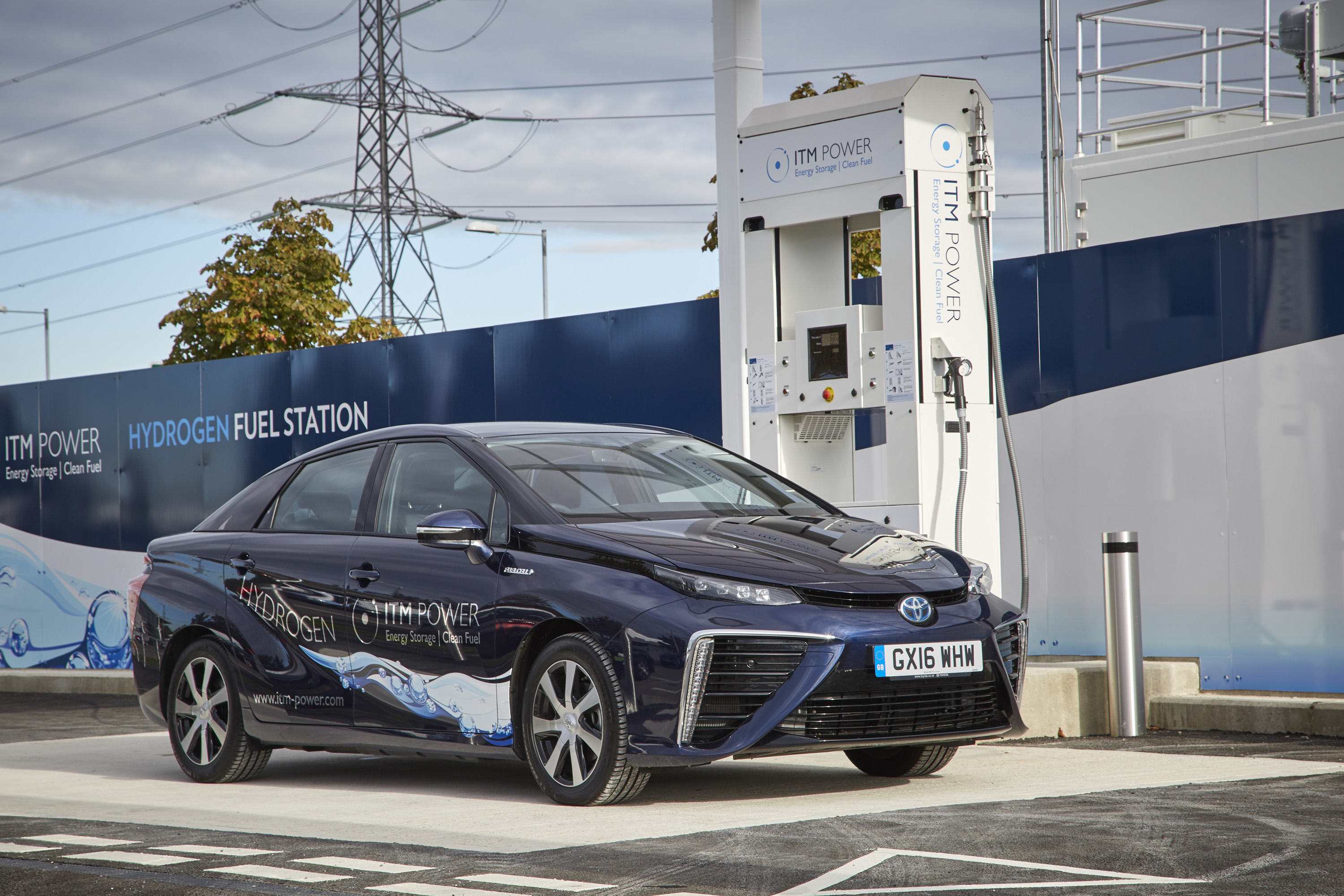
Toyota Mirai ad un distributore d'idrogeno

Un veicolo a idrogeno è un veicolo che utilizza l'idrogeno come carburante. Con tale espressione ci si può riferire sia a un'automobile, sia a un qualsiasi altro mezzo di trasporto a idrogeno, come un aeromobile o nave.

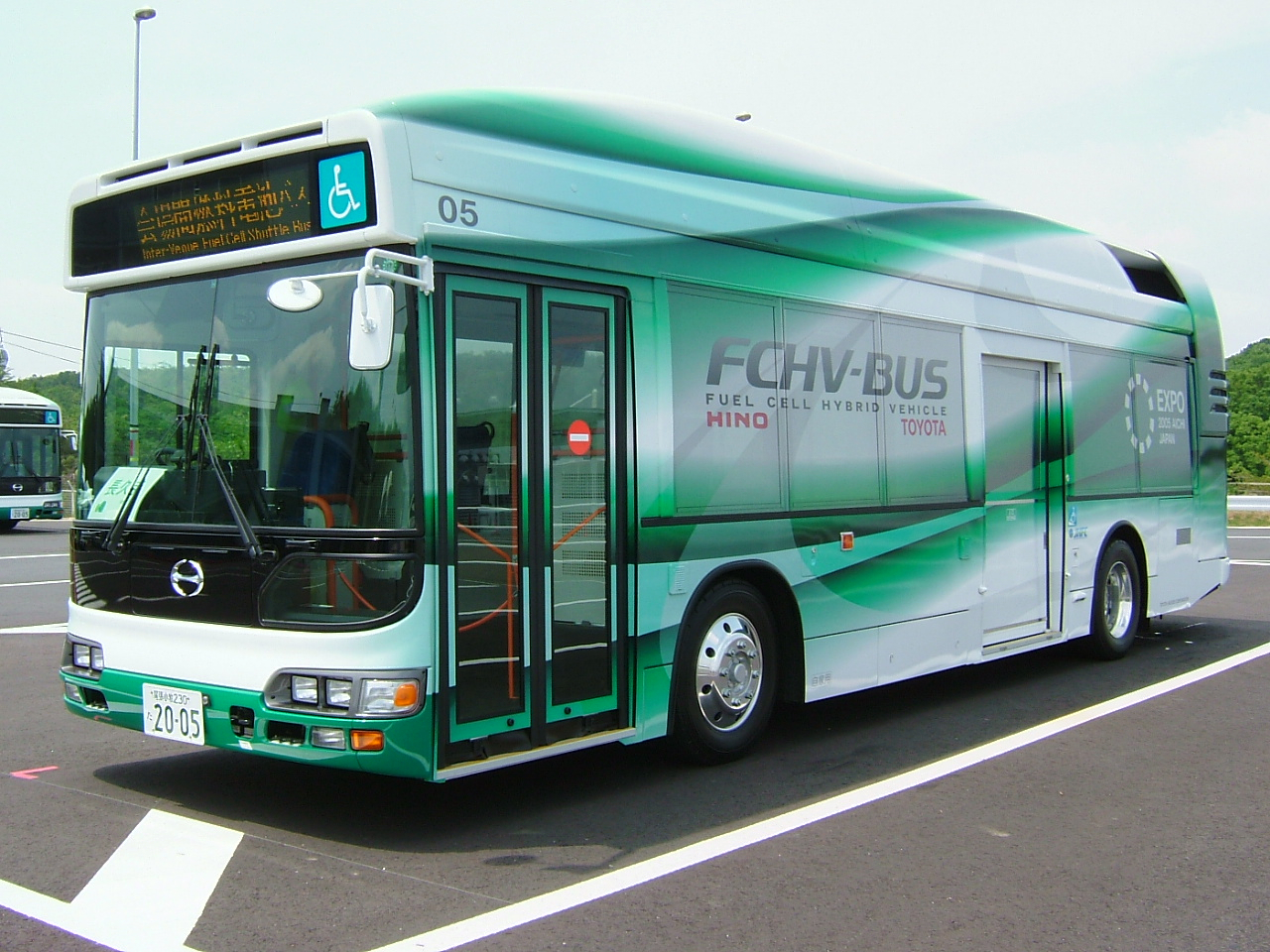
BUS a celle combustibili

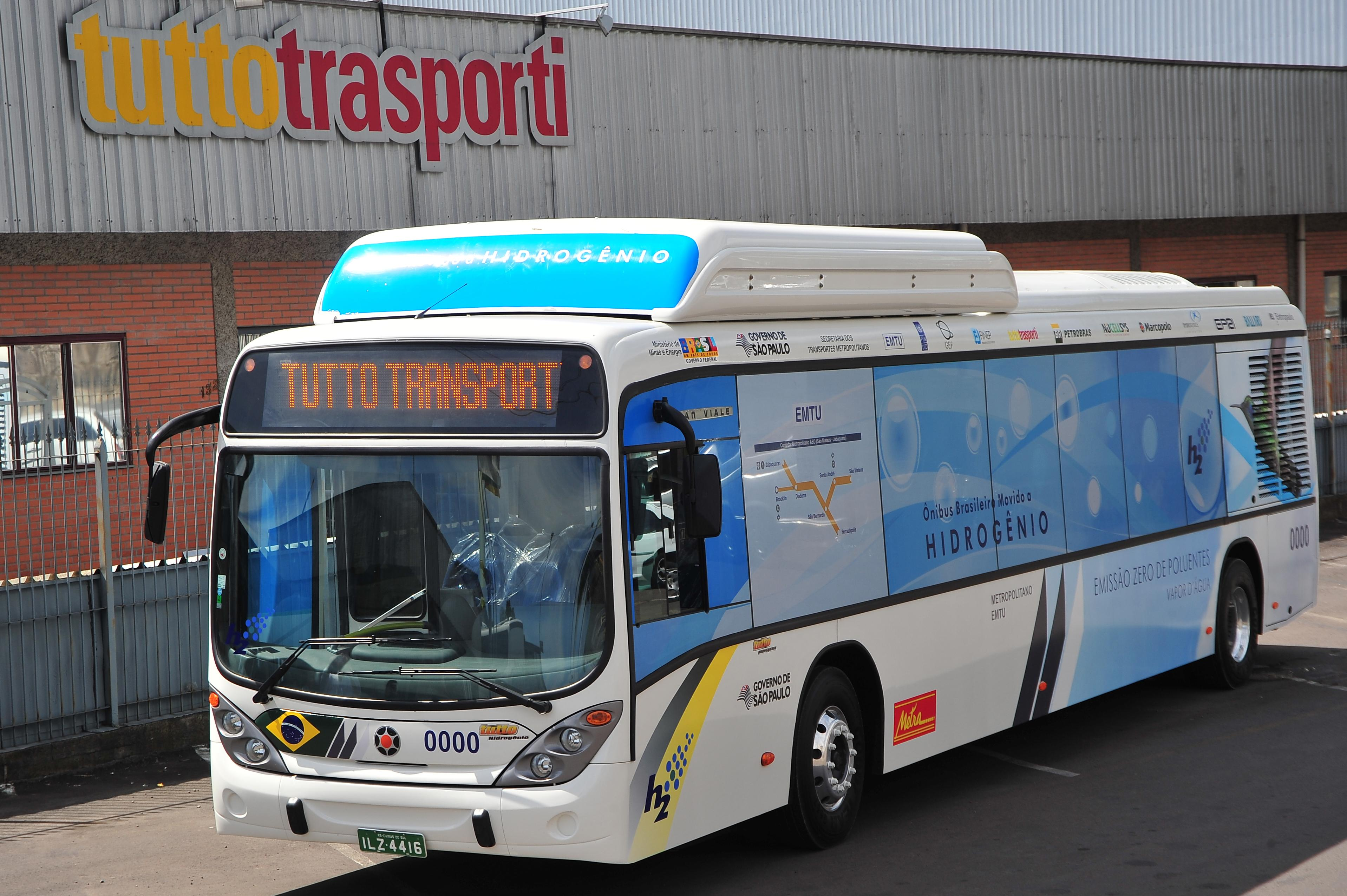
Autobus a idrogeno prodotto a Caxias do Sul

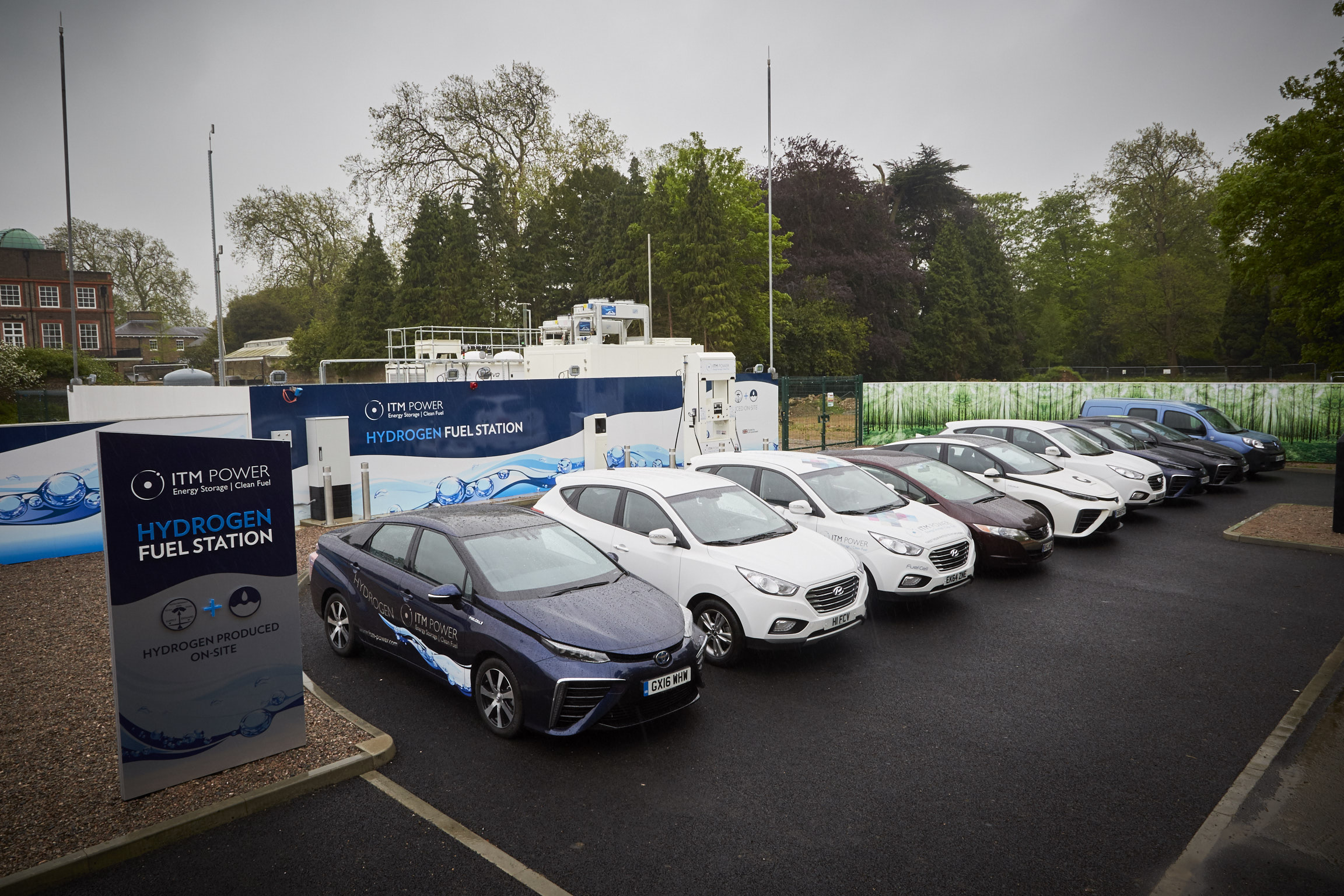
Auto ad idrogeno in una stazione di rifornimento

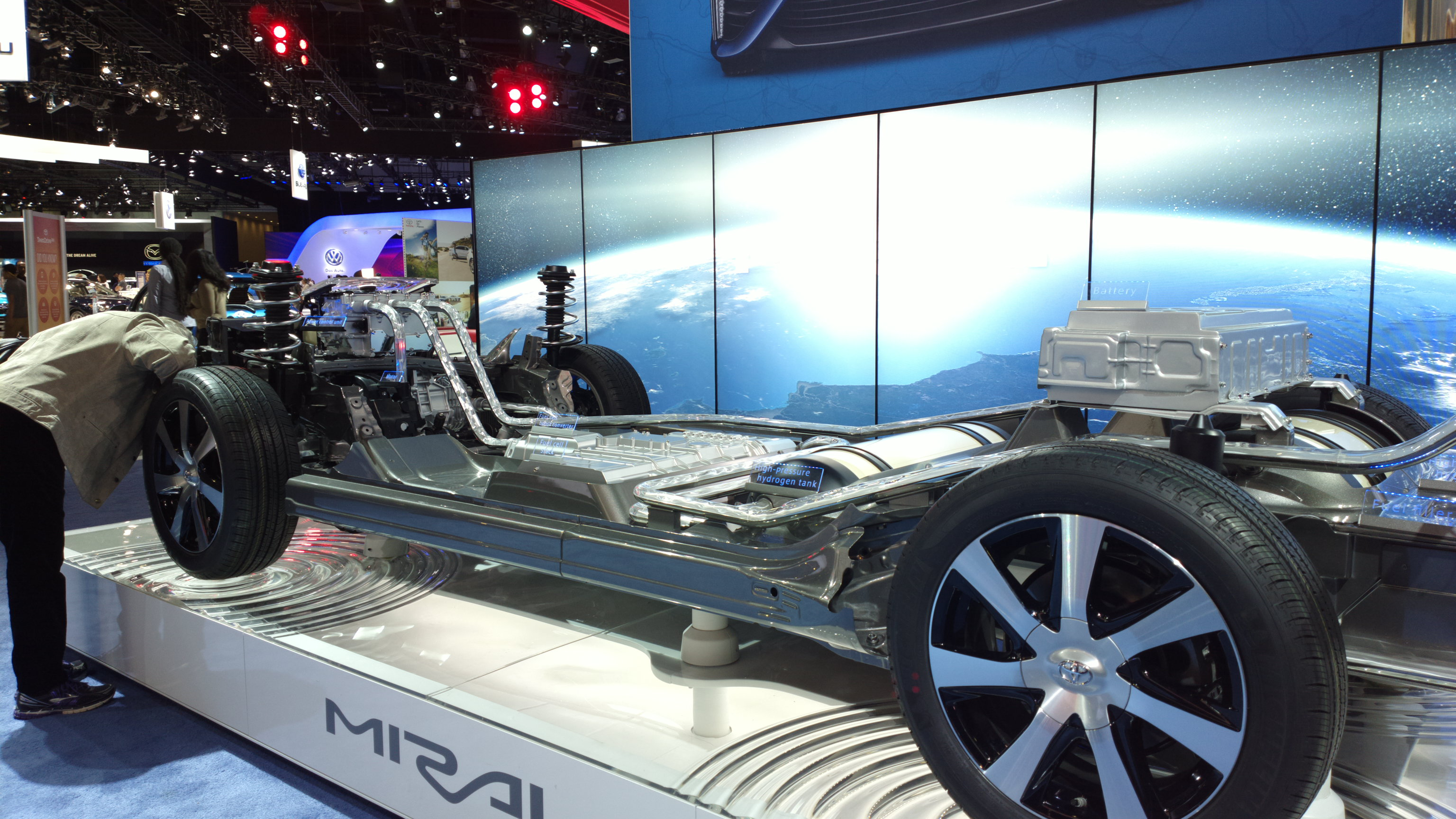
Spaccato di una vettura a idrogeno; si notino la bombola che contiene l'idrogeno e la cella a combustibile

## Classificazione
Questi veicoli convertono l'energia chimica dell'idrogeno in energia meccanica, questo può avvenire nei seguenti modi:
- HICEV (Hydrogen Internal Combustion Engine Vehicle), quindi bruciandolo in un motore a combustione interna;
- FCEV (Fuel Cell Electric Vehicle), quindi facendolo reagire con l'ossigeno in una pila a combustibile, producendo elettricità.

### Veicoli a combustione di idrogeno (HICEV)
Francois Isaac de Rivaz progettò nel 1806 il motore De Rivaz, il primo motore a combustione interna che funzionava con una miscela di idrogeno e ossigeno. Étienne Lenoir progettò la Hippomobile nel 1863. Paul Dieges brevettò nel 1970 una modifica al motore a combustione interna a benzina per trasformarlo in un motore a combustione di idrogeno. Attualmente esistono delle automobili che utilizzano la combustione interna dell'idrogeno, per esempio la BMW Hydrogen 7.
I veicoli che utilizzano l'idrogeno come combustibile sono per esempio alcuni razzi. La NASA utilizzava l'idrogeno per lanciare gli Space Shuttle nello spazio.
In luglio 2010 la Boeing ha presentato il suo aeromobile a pilotaggio remoto (anche detto UAV) Phantom Eye a idrogeno, alimentato da due motori a combustione interna di Ford che sono stati convertiti per funzionare con l'idrogeno. In Europa, il Reaction Engines A2 è stato proposto per utilizzare le proprietà termodinamiche dell'idrogeno liquido, per raggiungere velocità molto elevate, in volo a lunga distanza (agli antipodi) bruciando il combustibile in un motore a getto preraffreddato.

### Veicoli a celle di combustibile (FCEV)

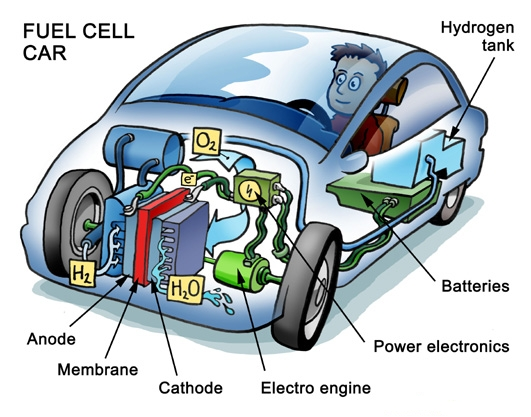
Esempio sulla struttura di un veicolo a cella combustibile

#### Celle a combustibile (Fuel cell)
Una pila a combustibile (detta anche cella a combustibile dal nome inglese fuel cell) è un dispositivo elettrochimico che permette di ottenere elettricità direttamente da certe sostanze, tipicamente da idrogeno e ossigeno, senza che avvenga alcun processo di combustione termica.
L'efficienza o rendimento delle pile a combustibile può essere molto alta; alcuni fenomeni però, come la catalisi e la resistenza interna, pongono limiti pratici alla loro efficienza.
Autobus, treni, biciclette, battelli, biciclette a trasporto, golf cart, motocicli elettrici (ENV), sedie a rotelle, navi, aerei e sottomarini possono già andare a idrogeno. Esiste inoltre una vettura giocattolo che funziona a energia solare, utilizzando una cella a combustibile rigenerativa per immagazzinare energia sotto forma di idrogeno e ossigeno. Si può quindi convertire il combustibile di nuovo in acqua per liberare l'energia..

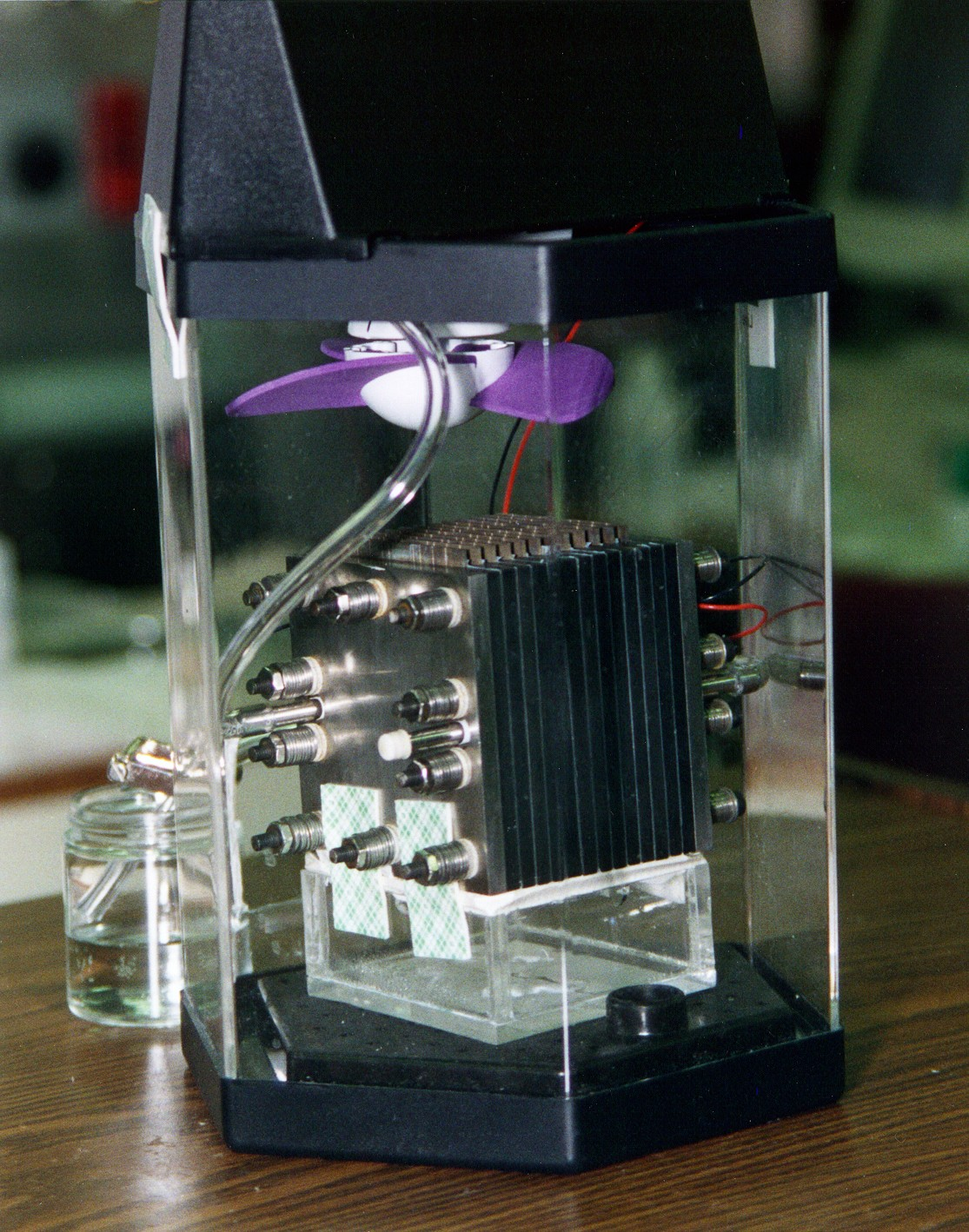
Pila a combustibile dimostrativa costituita da dodici celle.

L'attuale record di velocità per un veicolo alimentato a idrogeno è 461,038 km/h stabilito dal Buckeye Bullet 2 Team dell'Università statale dell'Ohio, che ha conseguito una velocità "flying-mile" di 450,628 km/h presso la Bonneville Salt Flats nell'Agosto 2008. Per i veicoli di styling, l'attuale record per un veicolo alimentato a idrogeno è 333,38 km/h, stabilito da un prototipo Ford Fusion Hydrogen 999 Fuel Cell Race Car a Bonneville Salt Flats in Wendover, Utah nel mese di agosto 2007. È stato accompagnato da un grande serbatoio di ossigeno compresso per aumentare la potenza. Honda ha anche creato una concept car chiamata FC Sport, che può essere in grado di battere quel record, se messa in produzione.

#### Automobili
Molte aziende stanno attualmente studiando la fattibilità per costruire automobili a idrogeno, e alcune case automobilistiche hanno cominciato a svilupparle. Il finanziamento è venuto sia da fonti private sia governative. Tuttavia, la Ford ha abbandonato i suoi piani per sviluppare macchine a idrogeno, affermando che "Il prossimo passo importante nel piano di Ford è quello di aumentare nel tempo il volume di veicoli elettrici". Allo stesso modo, la francese Renault-Nissan ha annunciato nel 2009 che sta annullando i suoi sforzi nella ricerca e sviluppo per le auto a idrogeno. A partire da ottobre 2009, il CEO di General Motors Fritz Henderson ha osservato che GM ha ridotto il suo programma sull'idrogeno perché il costo di costruzione di auto a idrogeno è stato troppo alto. "È ancora lontana la strada per la commercializzazione", ha detto. La Chevrolet Volt ha un costo di circa 40.000 $, mentre un veicolo a idrogeno costa circa 400.000 $. Le vetture a idrogeno sono nella maggior parte attualmente disponibili solo come modelli dimostrativi per locazione in numero limitato e non sono ancora pronti per l'uso pubblico. Il numero stimato di veicoli alimentati a idrogeno negli Stati Uniti è stato di 200 a partire da ottobre 2009, la maggior parte in California.
Honda ha introdotto il suo veicolo a celle a combustibile nel 1999, chiamato FCX e da allora ha introdotto la seconda generazione FCX Clarity. Nel 2007 presso la Greater Los Angeles Auto Show, la Honda ha presentato il primo modello di produzione della FCX Clarity. La commercializzazione limitata della FCX Clarity è incominciata nel giugno 2008 negli Stati Uniti, ed è stata introdotta in Giappone nel novembre 2008. La FCX Clarity è disponibile solo negli Stati Uniti a Los Angeles, dove sono disponibili 16 stazioni di rifornimento di idrogeno, e dal luglio 2009, 10 clienti hanno affittato la Clarity per 600$ al mese. Honda ha dichiarato che potrebbe incominciare la produzione di massa dei veicoli FCX entro il 2020 e ribadito, nel 2009, che continua a investire risorse nello sviluppo delle celle a combustibile a idrogeno, che lo vede come "la miglior scommessa a lungo termine.
Nel 2008, Hyundai ha annunciato l'intenzione di produrre 500 veicoli Fuel Cells entro il 2010 e ad avviare la produzione di massa dei suoi veicoli FC nel 2012. Nei primi mesi del 2009, la Daimler AG ha annunciato piani per incominciare la sua produzione di veicoli FC nel 2009 con l'obiettivo di 100.000 veicoli nel 2012-2013. Nel 2009, la Nissan ha incominciato a testare un nuovo veicolo FC in Giappone.
Nel settembre del 2009, Daimler, Ford, General Motors, Honda, Hyundai, Kia, Renault, Nissan e Toyota, hanno rilasciato una dichiarazione congiunta sul loro impegno a sviluppare e lanciare veicoli elettrici a celle a combustibile già nel 2015. Nel febbraio del 2010 la Lotus Cars ha annunciato che stava sviluppando una flotta di taxi a idrogeno a Londra, con la speranza di essere pronti per testarli ai giochi olimpici del 2012. Il vice sindaco di Londra, Kit Malthouse, ha detto che sei stazioni di rifornimento dovrebbero essere disponibili e che circa 20-50 taxi dovrebbero essere in funzione da allora, così come 150 autobus alimentati a idrogeno.
Nel marzo del 2010, la General Motors ha detto di non aver abbandonato la tecnologia fuel-cell e tuttavia mirato per presentare veicoli a idrogeno a clienti entro il 2015. Charles Freese, direttore esecutivo di GM, ha dichiarato che la società ritiene che sia i veicoli a celle a combustibile, sia i veicoli elettrici a batteria sono necessari per la riduzione dei gas a effetto serra e la riduzione della dipendenza dal petrolio, e gli Stati Uniti dovrebbero seguire la Germania e il Giappone adottando una strategia più uniforme sulle opzioni di tecnologia avanzata. Entrambi hanno annunciato l'intenzione di aprire 1000 stazioni di rifornimento di idrogeno.
Il 15 dicembre 2014 Toyota mette in commercio in Giappone la Toyota Mirai, veicolo a celle di combustibile. A novembre 2016 la Honda presenta in Europa e negli Stati Uniti la Clarity Fuel Cell. A marzo 2017 al Salone di Ginevra la Hyundai presenta FE Concept. Nel luglio 2018 Hyundai presenta il SUV Nexo, con motore elettrico alimentato a celle di combustibile: autonomia di circa 650 km e potenza di 135 kW (40 kW la batteria e 95 kW le tre celle ad idrogeno).

#### Autobus

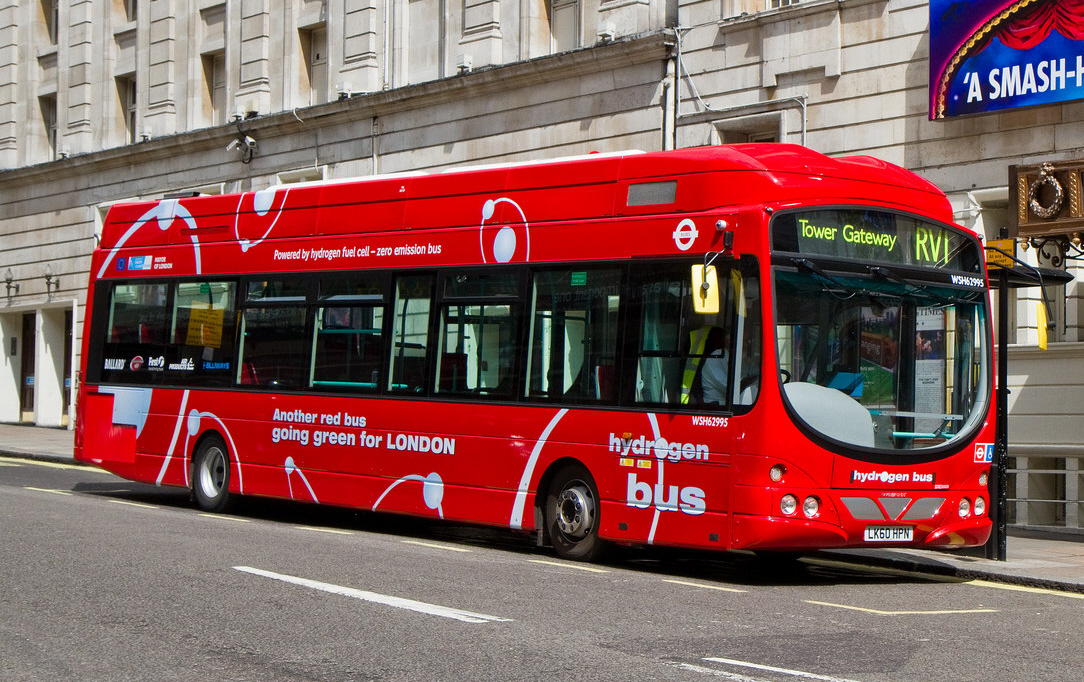
Un autobus a idrogeno a Londra prodotto dalla ditta irlandese Wrightbus.

Gli autobus a celle a combustibile (in contrasto con gli autobus a idrogeno) vengono testati da diversi produttori in diversi luoghi. Il Fuel Cell Bus Club è una collaborazione nata a livello mondiale per testare bus a celle a combustibile.
L'idrogeno è stato inizialmente immagazzinato in serbatoi montati sul tetto, sebbene i modelli sono ora incorporati a bordo. Alcuni modelli a due piani utilizzano il serbatoio nella parte centrale tra i due piani.

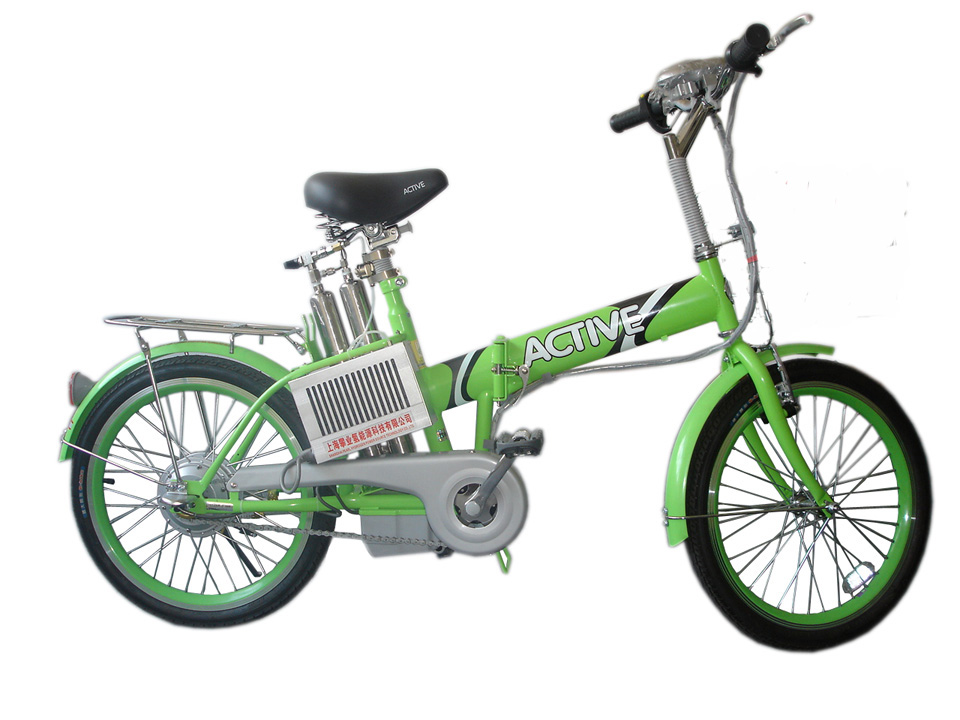
Bicicletta a idrogeno.

#### Motocicli e scooter
L'azienda produttrice della ENV sviluppa motocicli elettrici alimentati da celle a combustibile, incluso il Suzuki Crosscage. Altri produttori come Vectrix stanno lavorando su scooters alimentati a idrogeno. Infine, sono in corso di sviluppo scooter ibridi elettrico-fuel cells come il Suzuki Burgman e il FHybrid.

#### Veicoli da lavoro e quadricicli
L'Unione Europea ha finanziato H2GO, un progetto sperimentale di estensione dell'autonomia dei veicoli elettrici da lavoro Alkè, in collaborazione con Bosch VHIT, Certh, Arco, AESS e Comune di Venezia. 

#### Trattori
È stato presentato un concept per un trattore alimentato a idrogeno, il New Holland NH².

#### Navi
Sono state realizzate negli ultimi anni anche alcune imbarcazioni che utilizzano l'idrogeno come fonte di energia. Tra queste vi è una nave realizzata da Toyota.

#### Treni
Il 17 Settembre 2018 il primo treno ad idrogeno effettua un viaggio inaugurale in Germania. Complessivamente sono stati messi su rotaia due treni a idrogeno, i Cordia iLint, prodotti dalla multinazionale francese Alstom a Salzgitter in Bassa Sassonia.

#### Aerei

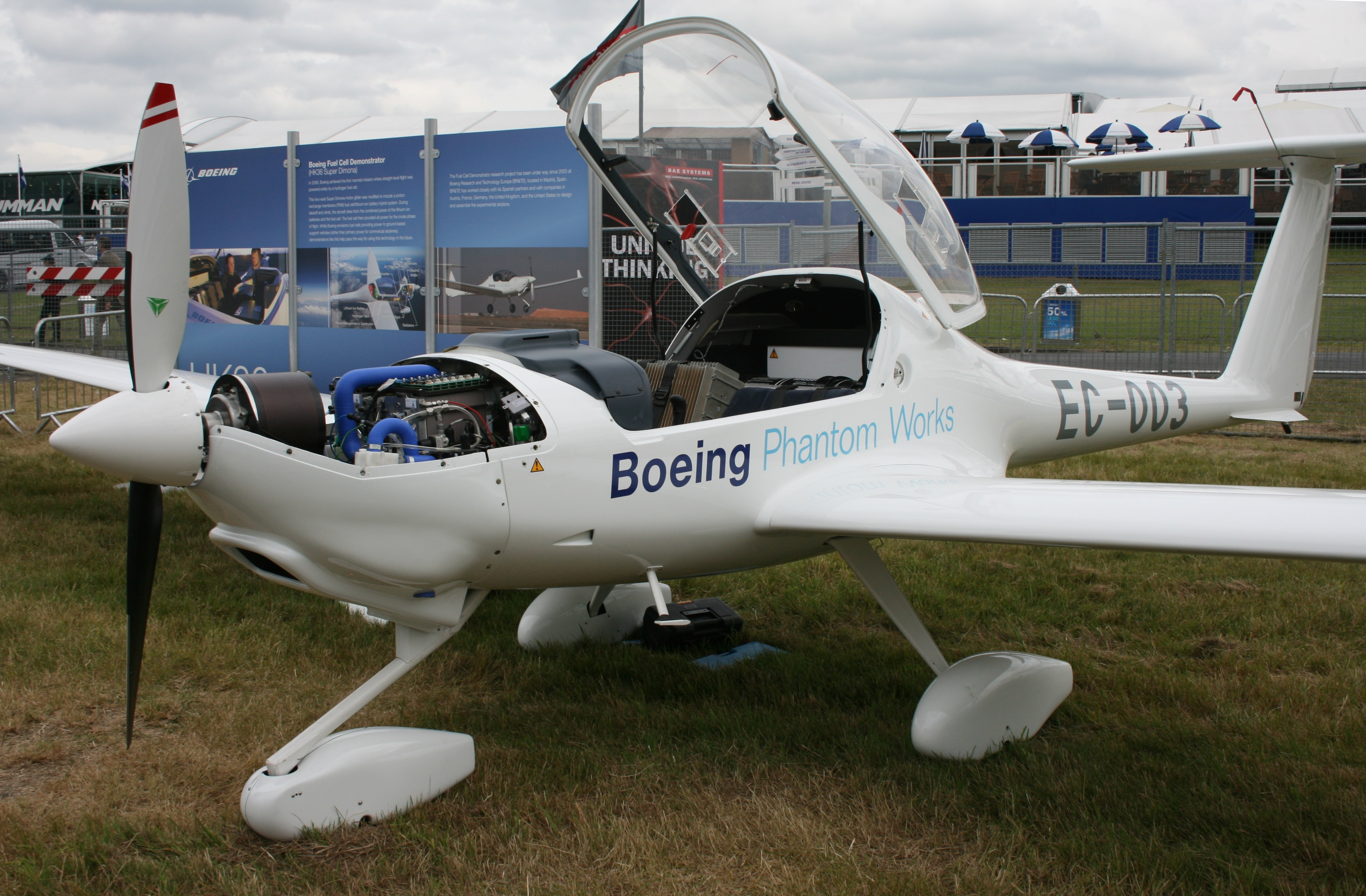
Il Boeing a Fuel Cell alimentato da una cella a combustibile a idrogeno.

Compagnie come la Boeing, la Lange Aviation GmbH e la Deutsches Zentrum für Luft- und Raumfahrt sfruttano l'idrogeno come carburante per i velivoli con equipaggio e senza equipaggio. Nel febbraio 2008 Boeing ha testato un volo umano con un piccolo aereo alimentato da una cella a combustibile a idrogeno. Sono stati testati anche gli aerei a idrogeno senza equipaggio. Per gli aerei passeggeri di grandi dimensioni, tuttavia, il The Times ha riferito che "Boeing ha detto che le celle a combustibile a idrogeno erano improbabili come potenza primaria ai motori dei velivoli di grandi dimensioni per passeggeri, ma potrebbero essere utilizzati come alimentazione di backup o unità ausiliarie".

## Fonte energetica
La diffusione su larga scala dell'idrogeno come combustibile nei trasporti è l'elemento chiave della cosiddetta economia dell'idrogeno.

### Disponibilità
Sulla Terra l'idrogeno non si può trovare libero in natura e perciò non va considerato una fonte di energia, ma un vettore energetico. Al momento viene prodotto principalmente dal metano o da altri combustibili fossili. Tuttavia, può essere prodotto da varie altre sorgenti (come l'energia eolica, solare o nucleare) con successiva elettrolisi dell'acqua, in modo tale da competere con le fonti tradizionali.

### Produzione
Diverse aziende, specialmente in Oriente, hanno incominciato a sviluppare tecnologie impiegate per sfruttare il potenziale dell'idrogeno nel campo dei trasporti. Il vantaggio nell'utilizzare l'idrogeno come vettore energetico sta nel fatto che, se l'idrogeno venisse ricavato senza l'utilizzo di combustibili fossili, i veicoli non contribuirebbero all'apporto di anidride carbonica nell'atmosfera, uno fra i più potenti gas serra. L'idrogeno presenta però diversi svantaggi: essendo un gas possiede un minore contenuto di energia a parità di volume rispetto ad altre fonti; la sua liquefazione, che risolverebbe in parte il problema, richiede energia e rende perciò l'uso dell'idrogeno meno efficiente; lo stoccaggio e il trasporto presenta vari problemi e richiede un ingente investimento in infrastrutture per la distribuzione; infine, il processo di produzione tramite elettrolisi non è ancora abbastanza efficiente.

### Rifornimento
Il rifornimento è rapido, con tempi paragonabili a benzina, gasolio, GPL o metano.